# 渡邉衡三
渡邉 衡三（わたなべ こうぞう、1942年（昭和17年）9月24日 - ）は、日本の自動車技術者で、日産自動車の9代目スカイライン（R33型）と、10代目スカイライン（R34型）の開発責任者（主管）である。

## 経歴

### 日産への就職、レース車のサスペンション設計
大阪府出身。東京大学工学部機械工学科で船舶機械工学を学ぶ。大学時代には、1963年（昭和38年）の第1回日本グランプリを観戦し、プリンス車が惨敗するところも見、さらに就職の前月には、欧州でF1も観戦した。
卒業後は修士課程（修論は自動車工学）を経て、1967年（昭和42年）4月、日産自動車のプリンス事業部への就職を希望し、入社。前年の8月に、プリンス自動車工業は日産に吸収合併されていた。
元々ブラバム等のレーシングカー設計会社への就職が夢だったこともあり、日本でレースを積極的にやっている会社はどこかと考えた時、R380でレース活動を行っている日産のプリンス事業部をと希望し、希望が叶った。
配属先はプリンス事業部（荻窪）の第一車両設計部第二車両設計課であった。その部署の二人いる課長の一人が桜井眞一郎であり、その下で主任としてシャシー関係のとりまとめをしていたのが、のちに渡邉の前任者として将来、8代目スカイライン（R32型）の開発責任者（主管）を務める事になる伊藤修令であった。
桜井に「レース車の設計をやりたいのですが」と話したところ、「きみ、まず生産車を勉強してからじゃなきゃ、レース車なんて造れるわけないよ」と言われたという。とは言え、3代目スカイライン（ハコスカ）のGT-Rのレース車用サスペンションの設計等も徐々に任されるようになり、R381やR382のサスペンションの設計にも関与した。

### レース活動の中止、安全対策部門への異動
やがて自動車の世界も排ガス対策や安全性がますます重要視され、日産もR38シリーズでのレース活動を中止する。
1969年の暮れか1970年の初頭、所属長に呼ばれ1970年（昭和45年）春、渡邉は荻窪（旧プリンス自動車の本拠地）から鶴見（旧日産の設計・開発部門の本拠地）のESV（Experimental Safety Vehicle=実験安全車）部門に異動となり、衝突安全性等の研究に3年ほど従事する。

### 再び荻窪に戻る
1973年（昭和48年）、再び荻窪に戻り、第三シャシー設計部の第三シャシー設計課に配属となる（課長は伊藤修令）。
当時は、4代目スカイライン（ケンメリ）のマイナーチェンジの作業中だった。そこでは、荻窪で設計するスカイライン、パルサー（チェリーの後継車）、ニッサン・プリンス・ホーマー等の旧プリンス系の車両のシャシーを横並びで担当した。この間、ケンメリのマイナーチェンジ版の足回りやパワステの設計も担当した。渡邉によれば、この頃、御料車のニッサン・プリンス・ロイヤル（S390P-1）の部品を交換してお納めし、恩賜の煙草を下賜され、感無量だったという。
当時は排ガス規制対応で多くの人を引き抜かれており、わずか2、3名で仕事を切り盛りしていた。その部署には1975年（昭和50年）まで在籍した。

### 本社設計開発本部へ異動
本社設計開発本部では、今後開発する車の基本的なコンセプトや、戦略を決める仕事を行なった。その中には6代目スカイライン（ニューマン・スカイライン）や、7代目スカイライン（7thスカイライン）、ブルーバードやサニーのFF化、CUE-Xの開発も含まれていた。

### 車両実験部に異動
1985年（昭和60年）には車両実験部に異動し、N13型パルサー、エクサ、ラングレー、リベルタビラ等の実験を行った。

### R32型スカイラインの実験主担に
1987年（昭和62年）からは、栃木にて8代目スカイライン（R32型）及びレパードと輸出仕様車であるインフィニティ・Mの実験主担に任じられ、同車の実験を最後まで務めた。R32型のアテーサE-TSの基礎研究は、先代の7代目スカイライン（7thスカイライン）や兄弟車である日産・ローレルを四駆に改造して実験を繰り返し、予想以上の仕上がりとなり、その成果はR32型以降のスカイライン市販四駆車に惜しみなく盛り込まれた。

### 日産の実験責任者（主管）に
1990年（平成2年）からは、日産の実験主管に任命され、日産の乗用車のマイナーチェンジ時の実験責任者に任命された。その際には北米での品質向上運動や、社内でも走行距離が長い事から初代Q45のフリートテストなどを行った。

### R33型スカイラインの開発責任者（主管）に
1992年（平成4年）1月、商品開発本部主管として、9代目スカイライン（R33型）の開発責任者を任される。日産本社の方針として先代R32型より大きくなったが、R33型GT-R（BCNR33型）はR32型GT-R（BNR32型）より速い車に仕上げるという渡邉の目標で熟成させ、ニュルブルクリンクでのラップタイムが7分59秒と、R32より21秒縮める事に成功した。
当時のR33型GT-RのテレビCMのキャッチコピーは「マイナス21秒ロマン」であった。

### 引き続きR34型スカイラインの開発責任者（主管）に
渡邉によれば、10代目R34型スカイラインでは、スカイライン長年の懸案だった前後重量配分やパッケージングの改善のため、V6エンジンとV35のパッケージングの使用も考えたという。
しかし、レイアウト変更やATTESA E-TSとV型エンジンの組み合わせがシーマ用のVH41DEしか存在しなかったことで開発期間が延びる懸念や、VQエンジン製造のために当時月産2万機の1ラインだけでフル稼働中だったいわき工場に、第二ライン新設などによる設備投資にはスカイライン1車種では賄えきれない莫大な費用がかかるとして、引き続き直6のRBエンジンを玉成し、継続使用する事となった。

### 近況
渡邊が主管として開発したBNR34型GT-Rは、最後の「スカイラインGT-R」となり、ハコスカ以来のスカイラインGT-Rの有終の美を飾った。その後1999年（平成11年）にはNISMOに異動し、常務取締役を務めた。2006年（平成18年）に引退。現在は、プリンス&スカイラインミュウジアムの顧問を務めつつ、各種イベントやトークショー等で元気な姿を見せている。
なお、渡邉が日産入社以降（2代目スカイラインS50系の末期以降）、設計で関与しなかったスカイラインは、5代目スカイライン（スカイライン・ジャパン）のみである。

## 家族・親族
妻は岡谷鋼機元社長・岡谷正男の次女。岡谷鋼機の現社長・岡谷篤一は正男の長男すなわち渡邉の義兄。義母は実業家・松本健次郎の孫娘。義叔母は物理学者・嵯峨根遼吉に嫁いだ。